# Ripenda Verbanci
Ripenda Verbanci (olaszul: Ripenda Verbancio) falu Horvátországban, Isztria megyében. Közigazgatásilag Labinhoz tartozik.

## Fekvése
Az Isztria keleti részén, Labin központjától 2 km-re északkeletre az Učka-hegységben fekszik. Itt vezetett át a Labinból Plominba menő régi út. Településrészei Krapići, Ladin és Veselići.

## Története
Ripenda területe a 16. század végéig lakatlan volt. Betelepítése a 17. században indult meg Dalmáciából a török elől menekülő horvátokkal. Lakói főként állattartással, kis mértékben mezőgazdasággal foglalkoztak, majd a 20. század elejétől egyre többen dolgoztak a közeli bányákban és a tengerészetnél is. A településnek 1857-ben 642, 1910-ben 264 lakosa volt. Az első világháború után Olaszország, a második világháború után Jugoszlávia része lett. Az olasz uralom idején itt is bányát nyitottak, melyet az 1980-as években zártak be.  A háború idején területén élénk partizán tevékenység folyt. Jugoszlávia felbomlása után 1991-ben a független Horvátország része lett. 2011-ben 86 lakosa volt.

## Lakosság
| Lakosság változása | Lakosság változása | Lakosság változása | Lakosság változása | Lakosság változása | Lakosság változása | Lakosság változása | Lakosság változása | Lakosság változása | Lakosság változása | Lakosság változása | Lakosság változása | Lakosság változása | Lakosság változása | Lakosság változása | Lakosság változása |
| ------------------ | ------------------ | ------------------ | ------------------ | ------------------ | ------------------ | ------------------ | ------------------ | ------------------ | ------------------ | ------------------ | ------------------ | ------------------ | ------------------ | ------------------ | ------------------ |
| 1857               | 1869               | 1880               | 1890               | 1900               | 1910               | 1921               | 1931               | 1948               | 1953               | 1961               | 1971               | 1981               | 1991               | 2001               | 2011               |
| 642                | 614                | 262                | 230                | 249                | 264                | 1191               | 1212               | 274                | 260                | 211                | 168                | 129                | 107                | 96                 | 86                 |